# Pogonomyrmex rugosus
Pogonomyrmex rugosus är en myrart som beskrevs av Carlo Emery 1895. Pogonomyrmex rugosus ingår i släktet Pogonomyrmex och familjen myror. Inga underarter finns listade i Catalogue of Life.

## Bildgalleri

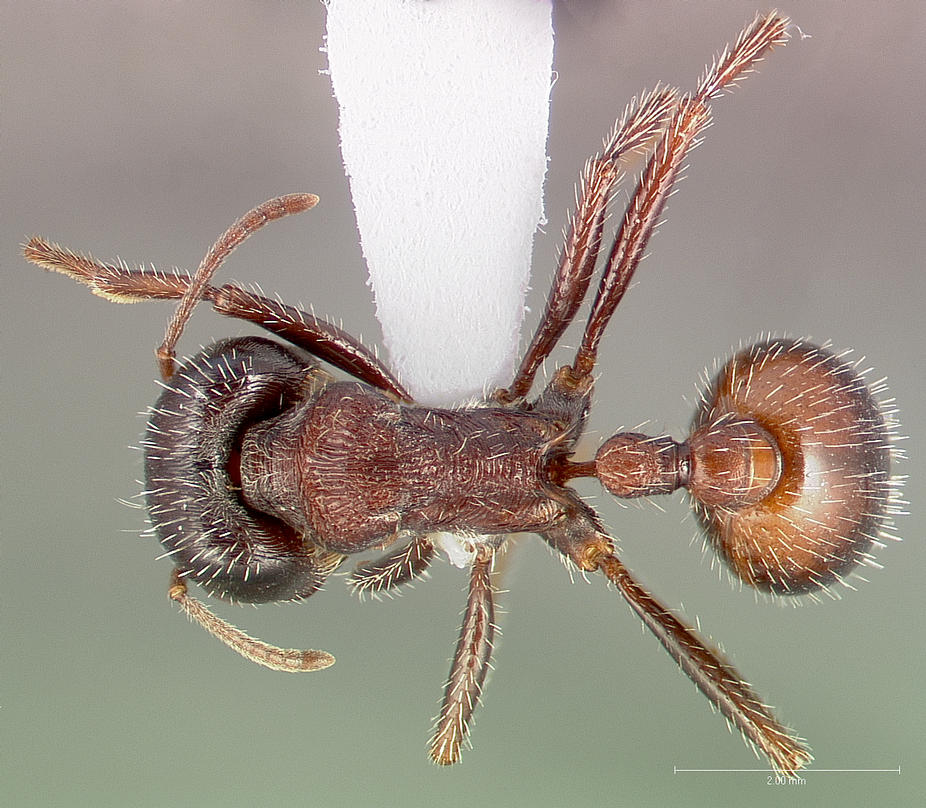
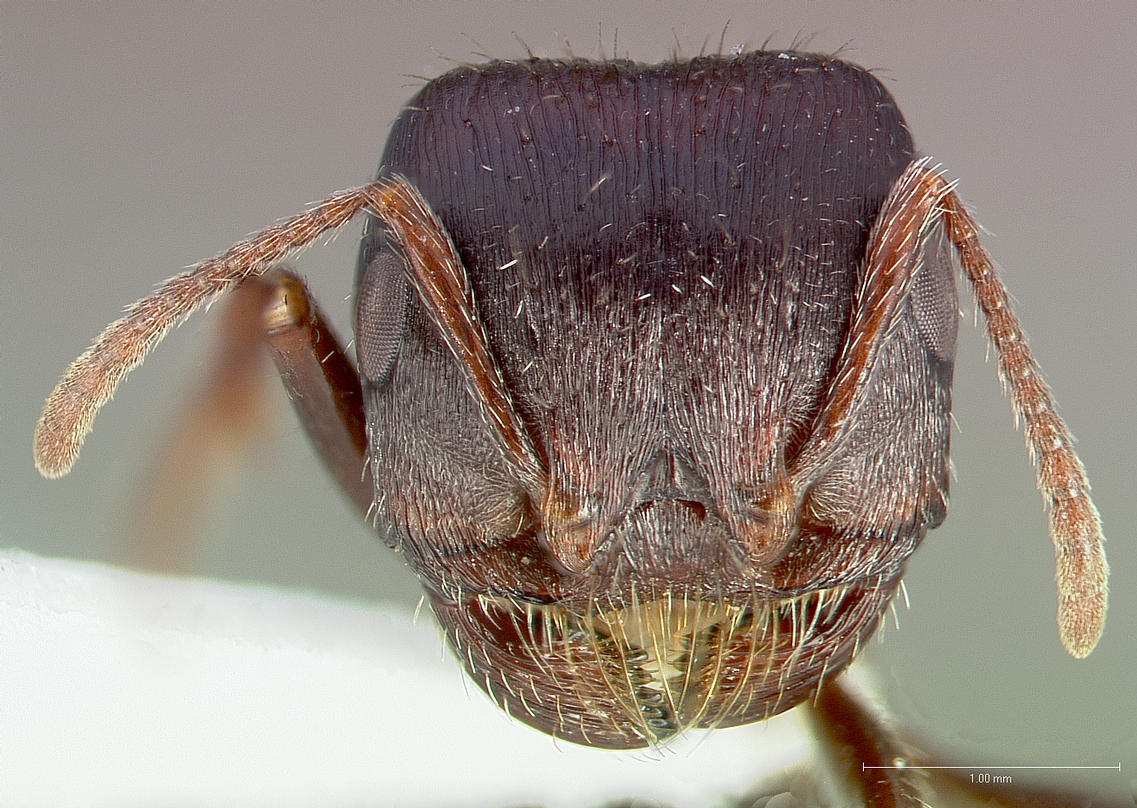
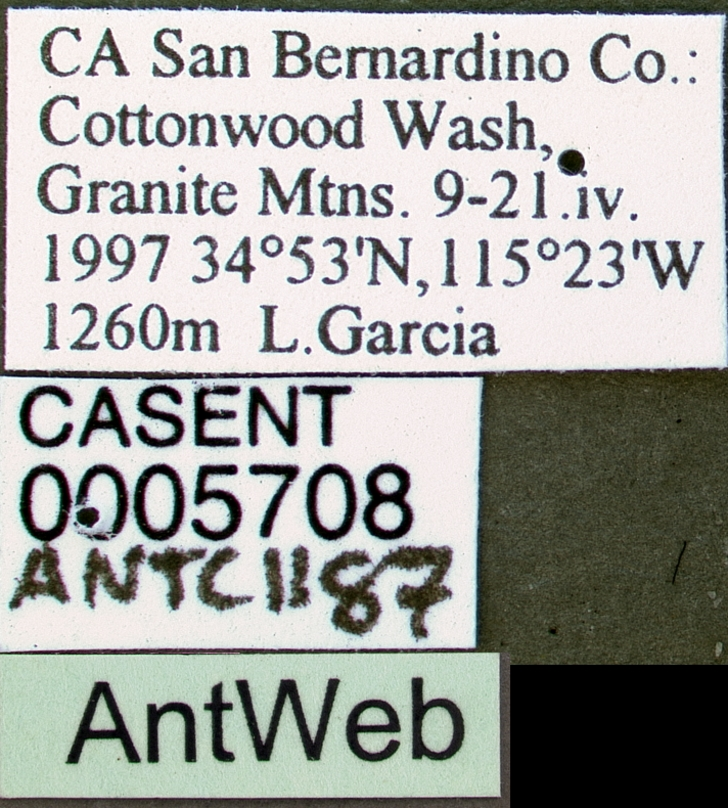
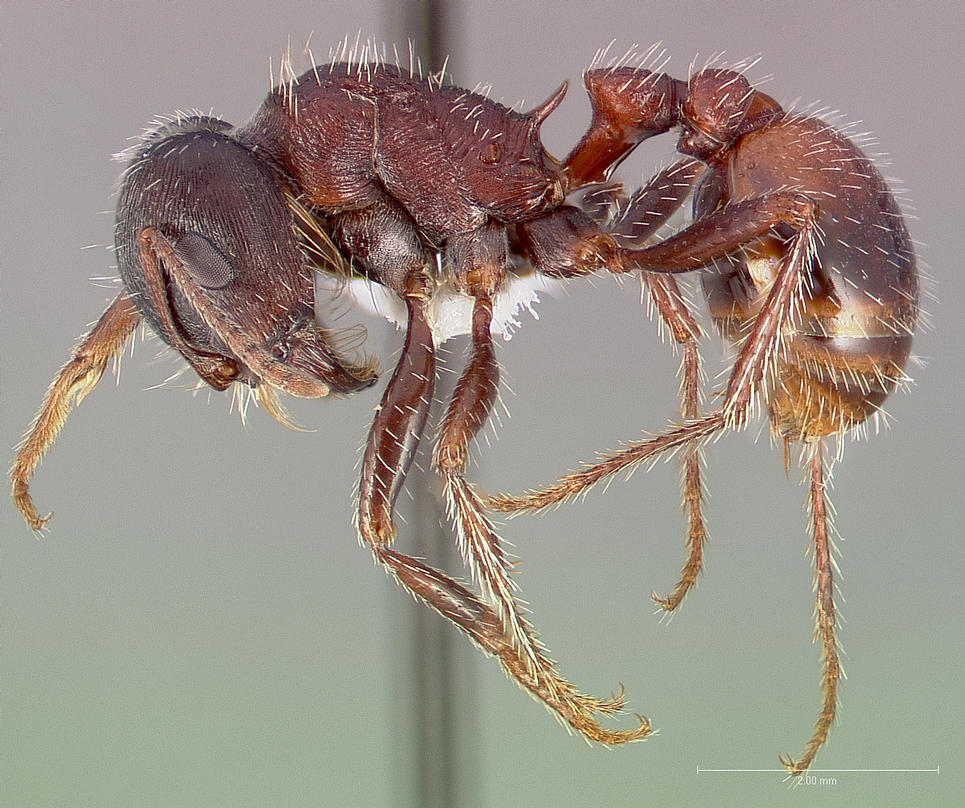
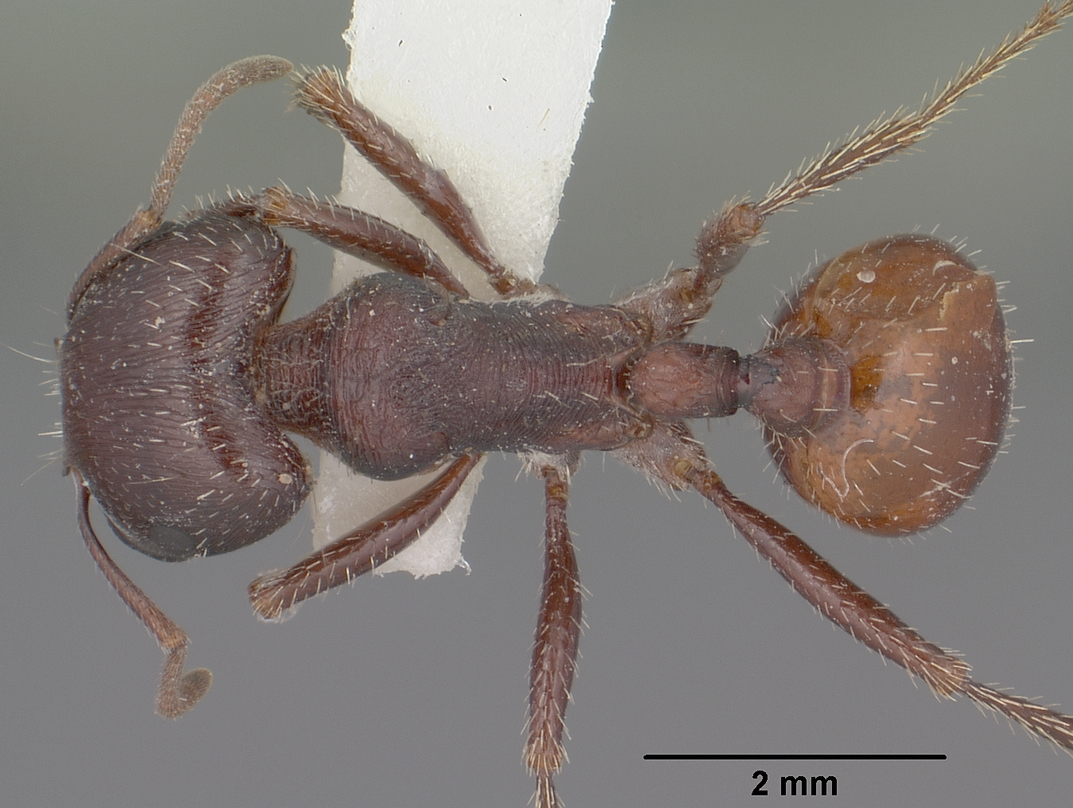
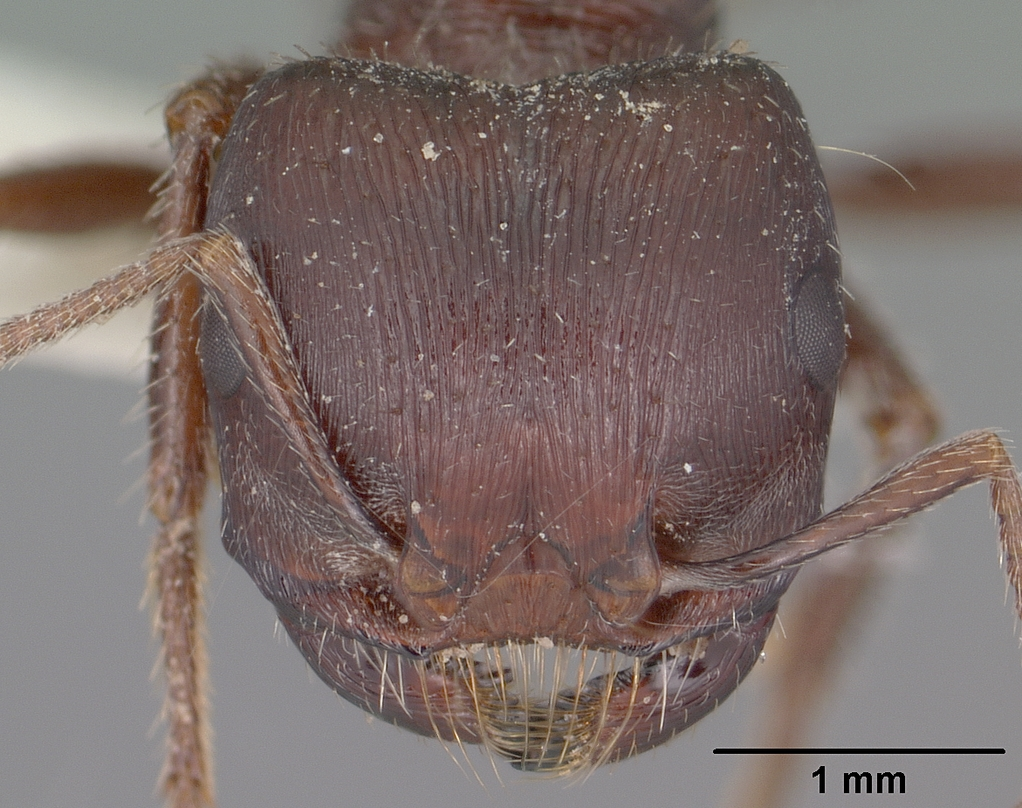